# هولاند ليديز تور 2023
هولاند ليديز تور 2023 (بالهولندية: Simac Ladies Tour 2023)‏ هو سباق دراجات هوائية، وهو الموسم الخامس والعشرين من هولاند ليديز تور، وأقيم خلال الفترة من 5 سبتمبر 2023، وحتى 10 سبتمبر 2023 ضمن سباقات طواف العالم للدراجات للسيدات 2023.
فاز بالمركز الأول لوت كوبيكي، وفاز بالمركز الثاني وفي ترتيب النقاط لورينا ويبيس، بينما جاء آنا هندرسون في المركز الثالث، وتصدر تصنيف طواف العالم ديمي فوليرينغ، في حين نال Karlijn Swinkels ‏ صدارة تصنيف الجبال، وفاز في ترتيب النقاط للشباب Zoe Bäckstedt ‏، أما ترتيب الفرق، فقد فاز به Trek-Segafredo Women 2023 ‏.

## الفرق
| فرق سيدات عالمية (12)- كانيون–إس آر إيه إم ريسينغ 2023 ‏ - فريق سنويب للسيدات ‏ - بلانتور بورا سيلينج تيم ‏ - فريق كوجياس ميتلر لوك برو للدراجات ‏ - جامبو فيسما للسيدات ‏ - ليف ريسينغ ‏ - موفيستار للسيدات ‏ - Liv AlUla Jayco ‏ - إس دي وركس 2023 ‏ - Lidl–Trek (women's team) ‏ - يو أي أيه تيم 2023 ‏ - فريق أونو إكس برو للدراجات للسيدات 2023 ‏ فرق دراجات قارية سيدات (6)- إن إكس تي جي ريسينغ ‏ - Ceratizit Pro Cycling ‏ - GT Krush Rebellease Pro Cycling ‏ - دروبز ‏ - لوتو بيليسول للسيدات ‏ - باركهوتل فالكنبورغ 2023 ‏ |  |
| |  |

## المراحل
| قائمة المراحل | قائمة المراحل | قائمة المراحل             | قائمة المراحل  | قائمة المراحل | قائمة المراحل   | قائمة المراحل   |
| المرحلة       | التاريخ       | الدورة                    |                | المسافة (كم)  | الفائز بالمرحلة | القائد العام    |
| ------------- | ------------- | ------------------------- | -------------- | ------------- | --------------- | --------------- |
| المقدمة       | 5 سبتمبر      | إيده – إيده               | ضد الساعة      | 2٫4           | Charlotte Kool ‏ | Charlotte Kool ‏ |
| المرحلة 1     | 6 سبتمبر      | خنيب – خنيب               | مرحلة مستوية   | 139٫1         | إليسا بالسامو   | Charlotte Kool ‏ |
| المرحلة 2     | 7 سبتمبر      | لُوفِن – لُوفِن               | فردي ضد الساعة | 7٫1           | لوت كوبيكي      | لوت كوبيكي      |
| المرحلة 3     | 8 سبتمبر      | Emmeloord ‏ – ليليستاد     | مرحلة مستوية   | 148٫9         | Charlotte Kool ‏ | لوت كوبيكي      |
| المرحلة 4     | 9 سبتمبر      | Valkenburg ‏ – Valkenburg ‏ | مرحلة جبلية    | 131٫6         | لوت كوبيكي      | لوت كوبيكي      |
| المرحلة 5     | 10 سبتمبر     | آرنم – آرنم               | مرحلة جبلية    | 150٫3         | لورينا ويبيس    | لوت كوبيكي      |

## النتيجة

### المقدمة
هي مرحلة أقيمت في 5 سبتمبر 2023، وامتدّت لمسافة 2.4 كيلومتر. فاز بالمركز الأول، وتصدر ترتيب النقاط والترتيب العام Charlotte Kool ‏، وتصدر ترتيب الشباب Maike van der Duin ‏، أما ترتيب الفرق، فقد فاز به إس دي وركس 2023 ‏.
| التصنيف العام | التصنيف العام       | التصنيف العام             | التصنيف العام | التصنيف العام |
| المتسابقة     | المتسابقة           | الفريق                    | الوقت         |               |
| ------------- | ------------------- | ------------------------- | ------------- | ------------- |
| 1             | Charlotte Kool ‏     | فريق سنويب للسيدات ‏       | 3 د 04 ث      |               |
| 2             | ريجان ماركوس        | جامبو فيسما للسيدات ‏      | + 4 ث         |               |
| 3             | لوت كوبيكي          | إس دي وركس ‏               | + 4 ث         |               |
| 4             | لورينا ويبيس        | إس دي وركس ‏               | + 5 ث         |               |
| 5             | ديمي فوليرينغ       | إس دي وركس ‏               | + 6 ث         |               |
| 6             | آنا هندرسون         | جامبو فيسما للسيدات ‏      | + 7 ث         |               |
| 7             | Maike van der Duin ‏ | كانيون–إس آر إيه إم ‏      | + 7 ث         |               |
| 8             | إليسا بالسامو       | Lidl–Trek (women's team) ‏ | + 8 ث         |               |
| 9             | Zoe Bäckstedt ‏      | كانيون–إس آر إيه إم ‏      | + 8 ث         |               |
| 10            | فايفر جورجي         | فريق سنويب للسيدات ‏       | + 8 ث         |               |
|               |                     |                           |               |               |
|               |                     |                           |               |               |

### مرحلة 1
هي مرحلة مستوية، أقيمت في 6 سبتمبر 2023، وامتدّت لمسافة 139.1 كيلومتر. فاز بالمركز الأول إليسا بالسامو، وتصدر ترتيب النقاط والترتيب العام Charlotte Kool ‏، وتصدر ترتيب الشباب Maike van der Duin ‏، وتصدر ترتيب التسلق Lieke Nooijen ‏، أما ترتيب الفرق، فقد فاز به إس دي وركس 2023 ‏.
| التصنيف العام | التصنيف العام       | التصنيف العام             | التصنيف العام | التصنيف العام |
| المتسابقة     | المتسابقة           | الفريق                    | الوقت         |               |
| ------------- | ------------------- | ------------------------- | ------------- | ------------- |
| 1             | Charlotte Kool ‏     | فريق سنويب للسيدات ‏       | 3 س 31 د 45 ث |               |
| 2             | إليسا بالسامو       | Lidl–Trek (women's team) ‏ | + 2 ث         |               |
| 3             | لورينا ويبيس        | إس دي وركس ‏               | + 3 ث         |               |
| 4             | ريجان ماركوس        | جامبو فيسما للسيدات ‏      | + 8 ث         |               |
| 5             | لوت كوبيكي          | إس دي وركس ‏               | + 8 ث         |               |
| 6             | ديمي فوليرينغ       | إس دي وركس ‏               | + 10 ث        |               |
| 7             | آنا هندرسون         | جامبو فيسما للسيدات ‏      | + 11 ث        |               |
| 8             | Maike van der Duin ‏ | كانيون–إس آر إيه إم ‏      | + 11 ث        |               |
| 9             | Zoe Bäckstedt ‏      | كانيون–إس آر إيه إم ‏      | + 12 ث        |               |
| 10            | فايفر جورجي         | فريق سنويب للسيدات ‏       | + 12 ث        |               |
|               |                     |                           |               |               |
|               |                     |                           |               |               |

### مرحلة 2
هي مرحلة من نوع سباق زمن فردي، أقيمت في 7 سبتمبر 2023، وامتدّت لمسافة 7.1 كيلومتر. فاز بالمركز الأول، وتصدر ترتيب النقاط والترتيب العام لوت كوبيكي، وتصدر ترتيب الشباب Zoe Bäckstedt ‏، أما ترتيب الفرق، فقد فاز به إس دي وركس 2023 ‏، وتصدر ترتيب التسلق Lieke Nooijen ‏.
| التصنيف العام | التصنيف العام            | التصنيف العام            | التصنيف العام | التصنيف العام |
| المتسابقة     | المتسابقة                | الفريق                   | الوقت         |               |
| ------------- | ------------------------ | ------------------------ | ------------- | ------------- |
| 1             | لوت كوبيكي               | إس دي وركس ‏              | 3 س 40 د 52 ث |               |
| 2             | ريجان ماركوس             | جامبو فيسما للسيدات ‏     | + 2 ث         |               |
| 3             | لورينا ويبيس             | إس دي وركس ‏              | + 13 ث        |               |
| 4             | آنا هندرسون              | جامبو فيسما للسيدات ‏     | + 14 ث        |               |
| 5             | Zoe Bäckstedt ‏           | كانيون–إس آر إيه إم ‏     | + 15 ث        |               |
| 6             | ديمي فوليرينغ            | إس دي وركس ‏              | + 17 ث        |               |
| 7             | Christina Schweinberger ‏ | بلانتور بورا سيلينج تيم ‏ | + 19 ث        |               |
| 8             | فايفر جورجي              | فريق سنويب للسيدات ‏      | + 23 ث        |               |
| 9             | جورجيا بيكر              | Liv AlUla Jayco ‏         | + 23 ث        |               |
| 10            | Ally Wollaston ‏          | إن إكس تي جي ريسينغ ‏     | + 25 ث        |               |
|               |                          |                          |               |               |
|               |                          |                          |               |               |

### مرحلة 3
هي مرحلة مستوية، أقيمت في 8 سبتمبر 2023، وامتدّت لمسافة 148.9 كيلومتر. فاز بالمركز الأول، وتصدر ترتيب النقاط Charlotte Kool ‏، أما ترتيب الفرق، فقد فاز به إس دي وركس 2023 ‏، وتصدر ترتيب الشباب Zoe Bäckstedt ‏، وتصدر ترتيب التسلق Lieke Nooijen ‏، وتصدر الترتيب العام لوت كوبيكي.
| التصنيف العام | التصنيف العام            | التصنيف العام            | التصنيف العام | التصنيف العام |
| المتسابقة     | المتسابقة                | الفريق                   | الوقت         |               |
| ------------- | ------------------------ | ------------------------ | ------------- | ------------- |
| 1             | لوت كوبيكي               | إس دي وركس ‏              | 7 س 18 د 54 ث |               |
| 2             | ريجان ماركوس             | جامبو فيسما للسيدات ‏     | + 2 ث         |               |
| 3             | لورينا ويبيس             | إس دي وركس ‏              | + 7 ث         |               |
| 4             | آنا هندرسون              | جامبو فيسما للسيدات ‏     | + 14 ث        |               |
| 5             | Zoe Bäckstedt ‏           | كانيون–إس آر إيه إم ‏     | + 15 ث        |               |
| 6             | Charlotte Kool ‏          | فريق سنويب للسيدات ‏      | + 15 ث        |               |
| 7             | ديمي فوليرينغ            | إس دي وركس ‏              | + 17 ث        |               |
| 8             | Christina Schweinberger ‏ | بلانتور بورا سيلينج تيم ‏ | + 19 ث        |               |
| 9             | فايفر جورجي              | فريق سنويب للسيدات ‏      | + 23 ث        |               |
| 10            | جورجيا بيكر              | Liv AlUla Jayco ‏         | + 23 ث        |               |
|               |                          |                          |               |               |
|               |                          |                          |               |               |

### مرحلة 4
هي مرحلة جبلية، أقيمت في 9 سبتمبر 2023، وامتدّت لمسافة 131.6 كيلومتر. فاز بالمركز الأول، وتصدر الترتيب العام لوت كوبيكي، وتصدر ترتيب النقاط لورينا ويبيس، وتصدر ترتيب التسلق Femke Gerritse ‏، وتصدر ترتيب الشباب Zoe Bäckstedt ‏، أما ترتيب الفرق، فقد فاز به إس دي وركس 2023 ‏.
| التصنيف العام | التصنيف العام            | التصنيف العام             | التصنيف العام  | التصنيف العام |
| المتسابقة     | المتسابقة                | الفريق                    | الوقت          |               |
| ------------- | ------------------------ | ------------------------- | -------------- | ------------- |
| 1             | لوت كوبيكي               | إس دي وركس ‏               | 10 س 43 د 01 ث |               |
| 2             | لورينا ويبيس             | إس دي وركس ‏               | + 11 ث         |               |
| 3             | آنا هندرسون              | جامبو فيسما للسيدات ‏      | + 37 ث         |               |
| 4             | فايفر جورجي              | فريق سنويب للسيدات ‏       | + 46 ث         |               |
| 5             | Zoe Bäckstedt ‏           | كانيون–إس آر إيه إم ‏      | + 46 ث         |               |
| 6             | كاتارزينا نيفيادوما      | كانيون–إس آر إيه إم ‏      | + 48 ث         |               |
| 7             | أنيميك فان فليوتن        | موفيستار للسيدات ‏         | + 57 ث         |               |
| 8             | Karlijn Swinkels ‏        | جامبو فيسما للسيدات ‏      | + 57 ث         |               |
| 9             | Christina Schweinberger ‏ | بلانتور بورا سيلينج تيم ‏  | + 58 ث         |               |
| 10            | شيرين فان أنروي          | Lidl–Trek (women's team) ‏ | + 1 د 04 ث     |               |
|               |                          |                           |                |               |
|               |                          |                           |                |               |

### مرحلة 5
هي مرحلة جبلية، أقيمت في 10 سبتمبر 2023، وامتدّت لمسافة 150.3 كيلومتر. فاز بالمركز الأول، وتصدر ترتيب النقاط لورينا ويبيس، وتصدر ترتيب التسلق Karlijn Swinkels ‏، وتصدر ترتيب الشباب Zoe Bäckstedt ‏، أما ترتيب الفرق، فقد فاز به Trek-Segafredo Women 2023 ‏، وتصدر الترتيب العام لوت كوبيكي.
| التصنيف العام | التصنيف العام            | التصنيف العام             | التصنيف العام  | التصنيف العام |
| المتسابقة     | المتسابقة                | الفريق                    | الوقت          |               |
| ------------- | ------------------------ | ------------------------- | -------------- | ------------- |
| 1             | لوت كوبيكي               | إس دي وركس ‏               | 14 س 27 د 50 ث |               |
| 2             | لورينا ويبيس             | إس دي وركس ‏               | + 5 ث          |               |
| 3             | آنا هندرسون              | جامبو فيسما للسيدات ‏      | + 41 ث         |               |
| 4             | فايفر جورجي              | فريق سنويب للسيدات ‏       | + 50 ث         |               |
| 5             | Zoe Bäckstedt ‏           | كانيون–إس آر إيه إم ‏      | + 50 ث         |               |
| 6             | كاتارزينا نيفيادوما      | كانيون–إس آر إيه إم ‏      | + 55 ث         |               |
| 7             | Christina Schweinberger ‏ | بلانتور بورا سيلينج تيم ‏  | + 1 د 02 ث     |               |
| 8             | Karlijn Swinkels ‏        | جامبو فيسما للسيدات ‏      | + 1 د 04 ث     |               |
| 9             | شيرين فان أنروي          | Lidl–Trek (women's team) ‏ | + 1 د 16 ث     |               |
| 10            | Yara Kastelijn ‏          | بلانتور بورا سيلينج تيم ‏  | + 1 د 33 ث     |               |
|               |                          |                           |                |               |
|               |                          |                           |                |               |

## المشاركون
| إس دي وركس ‏ SDW | إس دي وركس ‏ SDW   | إس دي وركس ‏ SDW  |
| --------------- | ----------------- | ---------------- |
| م               | عداء              | مرتبة            |
| 1               | لوت كوبيكي        | 1                |
| 2               | لورينا ويبيس      | 2                |
| 3               | Mischa Bredewold ‏ | 22               |
| 4               | إيلينا سيتشيني    | 27               |
| 5               | باربرا جوارشي     | 42               |
| 6               | فيمكا ماركوس      | 62               |
| 7               | ديمي فوليرينغ     | لم يكمل السباق-4 |

| موفيستار للسيدات ‏ MOV | موفيستار للسيدات ‏ MOV  | موفيستار للسيدات ‏ MOV |
| --------------------- | ---------------------- | --------------------- |
| م                     | عداء                   | مرتبة                 |
| 11                    | أنيميك فان فليوتن      | 23                    |
| 12                    | أود بيانيك             | 19                    |
| 13                    | Jelena Erić (cyclist) ‏ | 25                    |
| 14                    | أليسيا غونزاليس بلانكو | لم يكمل السباق-5      |
| 15                    | فلورتجي ماكايج         | 12                    |
| 16                    | Lourdes Oyarbide ‏      | لم يكمل السباق-5      |
| 17                    | أرلينيس سيرا           | 26                    |

| جامبو فيسما للسيدات ‏ TJV | جامبو فيسما للسيدات ‏ TJV | جامبو فيسما للسيدات ‏ TJV |
| ------------------------ | ------------------------ | ------------------------ |
| م                        | عداء                     | مرتبة                    |
| 22                       | آنا هندرسون              | 3                        |
| 24                       | ريجان ماركوس             | لم يكمل السباق-4         |
| 25                       | Karlijn Swinkels ‏        | 8                        |
| 26                       | Nienke Veenhoven ‏        | لم يكمل السباق-4         |
| 27                       | Maud Oudeman ‏            | 43                       |

| كانيون–إس آر إيه إم ‏ CSR | كانيون–إس آر إيه إم ‏ CSR  | كانيون–إس آر إيه إم ‏ CSR |
| ------------------------ | ------------------------- | ------------------------ |
| م                        | عداء                      | مرتبة                    |
| 31                       | كاتارزينا نيفيادوما       | 6                        |
| 32                       | Neve Bradbury ‏            | 46                       |
| 33                       | تيفاني كرومويل            | 35                       |
| 34                       | Zoe Bäckstedt ‏            | 5                        |
| 35                       | Agnieszka Skalniak-Sójka ‏ | لم يكمل السباق-5         |
| 36                       | Alice Towers ‏             | لم يكمل السباق-5         |
| 37                       | Maike van der Duin ‏       | 38                       |

| بلانتور بورا سيلينج تيم ‏ FED | بلانتور بورا سيلينج تيم ‏ FED | بلانتور بورا سيلينج تيم ‏ FED |
| ---------------------------- | ---------------------------- | ---------------------------- |
| م                            | عداء                         | مرتبة                        |
| 41                           | Millie Couzens ‏              | لم يكمل السباق-5             |
| 42                           | Julie De Wilde ‏              | لم يكمل السباق-4             |
| 43                           | Evy Kuijpers ‏                | 44                           |
| 44                           | Christina Schweinberger ‏     | 7                            |
| 45                           | Yara Kastelijn ‏              | 10                           |
| 46                           | Carina Schrempf ‏             | لم يكمل السباق-5             |
| 47                           | صوفي رايت                    | لم يكمل السباق-5             |

| فريق كوجياس ميتلر لوك برو للدراجات ‏ CGS | فريق كوجياس ميتلر لوك برو للدراجات ‏ CGS | فريق كوجياس ميتلر لوك برو للدراجات ‏ CGS |
| --------------------------------------- | --------------------------------------- | --------------------------------------- |
| م                                       | عداء                                    | مرتبة                                   |
| 51                                      | كارولين باور                            | لم يكمل السباق-5                        |
| 52                                      | Maggie Coles-Lyster ‏                    | 60                                      |
| 53                                      | تمارا بالابولينا ‏                       | لم يكمل السباق                          |
| 54                                      | Elena Hartmann ‏                         | لم يكمل السباق-5                        |
| 55                                      | إيلينا بيروني                           | لم يكمل السباق-5                        |
| 56                                      | أليس شارب                               | 59                                      |
| 57                                      | Lara Vieceli ‏                           | لم يكمل السباق-5                        |

| Lidl–Trek (women's team) ‏ LTK | Lidl–Trek (women's team) ‏ LTK | Lidl–Trek (women's team) ‏ LTK |
| ----------------------------- | ----------------------------- | ----------------------------- |
| م                             | عداء                          | مرتبة                         |
| 61                            | إليسا بالسامو                 | 14                            |
| 62                            | شيرين فان أنروي               | 9                             |
| 63                            | لوسيندا براند                 | لم يكمل السباق-4              |
| 64                            | برودي شابمان                  | 39                            |
| 65                            | Lauretta Hanson ‏              | 16                            |
| 66                            | ليزا كلاين                    | 53                            |
| 67                            | Ilaria Sanguineti ‏            | 55                            |

| ليف ريسينغ ‏ LIV | ليف ريسينغ ‏ LIV    | ليف ريسينغ ‏ LIV  |
| --------------- | ------------------ | ---------------- |
| م               | عداء               | مرتبة            |
| 71              | Valerie Demey ‏     | 57               |
| 72              | إيفا بورمان        | 36               |
| 73              | ثاليتا دي جونج     | 52               |
| 74              | Jeanne Korevaar ‏   | 28               |
| 75              | Sabrina Stultiens ‏ | لم يكمل السباق-4 |
| 76              | Marta Jaskulska ‏   | 30               |
| 77              | Quinty Ton ‏        | 13               |

| فريق سنويب للسيدات ‏ DSM | فريق سنويب للسيدات ‏ DSM | فريق سنويب للسيدات ‏ DSM |
| ----------------------- | ----------------------- | ----------------------- |
| م                       | عداء                    | مرتبة                   |
| 81                      | فايفر جورجي             | 4                       |
| 82                      | Daniek Hengeveld ‏       | لم يكمل السباق-5        |
| 83                      | فرانشيسكا كوش ‏          | لم يكمل السباق-5        |
| 84                      | Charlotte Kool ‏         | 49                      |
| 85                      | Maeve Plouffe ‏          | لم يكمل السباق          |
| 86                      | Elise Uijen ‏            | لم يكمل السباق-5        |
| 87                      | Francesca Barale ‏       | لم يكمل السباق-5        |

| Liv AlUla Jayco ‏ BEX | Liv AlUla Jayco ‏ BEX | Liv AlUla Jayco ‏ BEX |
| -------------------- | -------------------- | -------------------- |
| م                    | عداء                 | مرتبة                |
| 91                   | جيسيكا ألين          | لم يكمل السباق       |
| 92                   | جورجيا بيكر          | 51                   |
| 93                   | Teniel Campbell ‏     | لم يكمل السباق-5     |
| 94                   | Georgie Howe ‏        | لم يكمل السباق-5     |
| 95                   | Ruby Roseman-Gannon ‏ | 15                   |
| 96                   | Alexandra Manly ‏     | 41                   |
| 97                   | ليتيزيا باتيرنوستر   | 34                   |

| يو أي أيه تيم ‏ UAD | يو أي أيه تيم ‏ UAD   | يو أي أيه تيم ‏ UAD |
| ------------------ | -------------------- | ------------------ |
| م                  | عداء                 | مرتبة              |
| 102                | يوجينة بوجاك         | 37                 |
| 103                | كيارا كونسوني        | لم يكمل السباق     |
| 104                | Eleonora Gasparrini ‏ | لم يكمل السباق     |
| 105                | Karolina Kumięga ‏    | لم يكمل السباق-5   |
| 106                | Laura Tomasi ‏        | 61                 |
| 107                | صوفيا بيرتيزولو      | 11                 |

| فريق أونو إكس برو للدراجات للسيدات ‏ UXT | فريق أونو إكس برو للدراجات للسيدات ‏ UXT | فريق أونو إكس برو للدراجات للسيدات ‏ UXT |
| --------------------------------------- | --------------------------------------- | --------------------------------------- |
| م                                       | عداء                                    | مرتبة                                   |
| 111                                     | ماريا جوليا كونفالونيري                 | 45                                      |
| 112                                     | Anniina Ahtosalo ‏                       | 40                                      |
| 113                                     | سوزان أندرسن                            | 17                                      |
| 114                                     | إلينور باركر                            | 56                                      |
| 115                                     | أمالي ديديريكسن                         | لم يكمل السباق-5                        |
| 116                                     | Amalie Lutro ‏                           | 33                                      |
| 117                                     | Rebecca Koerner ‏                        | لم يكمل السباق-5                        |

| Ceratizit Pro Cycling ‏ WNT | Ceratizit Pro Cycling ‏ WNT | Ceratizit Pro Cycling ‏ WNT |
| -------------------------- | -------------------------- | -------------------------- |
| م                          | عداء                       | مرتبة                      |
| 121                        | ساندرا ألونسو              | لم يكمل السباق-4           |
| 122                        | Mylène de Zoete ‏           | 31                         |
| 123                        | Arianna Fidanza ‏           | لم يكمل السباق-5           |
| 124                        | Martina Fidanza ‏           | لم يكمل السباق-5           |
| 125                        | Kathrin Schweinberger ‏     | لم يكمل السباق             |
| 126                        | Lea Lin Teutenberg ‏        | 24                         |

| دروبز ‏ DRP | دروبز ‏ DRP         | دروبز ‏ DRP       |
| ---------- | ------------------ | ---------------- |
| م          | عداء               | مرتبة            |
| 131        | Eluned King ‏       | لم يكمل السباق-5 |
| 132        | Typhaine Laurance ‏ | لم يكمل السباق   |
| 133        | Maddie Leech ‏      | لم يكمل السباق-5 |
| 135        | April Tacey ‏       | لم يكمل السباق-5 |
| 136        | NED                | لم يكمل السباق-4 |
| 137        | Margaux Vigié ‏     | لم يكمل السباق-5 |

| إن إكس تي جي ريسينغ ‏ AGS | إن إكس تي جي ريسينغ ‏ AGS | إن إكس تي جي ريسينغ ‏ AGS |
| ------------------------ | ------------------------ | ------------------------ |
| م                        | عداء                     | مرتبة                    |
| 141                      | Maaike Boogaard ‏         | لم يكمل السباق           |
| 142                      | رومي كاسبر               | 32                       |
| 143                      | Marthe Goossens ‏         | 21                       |
| 144                      | Anya Louw ‏               | لم يكمل السباق-5         |
| 145                      | Ilse Pluimers ‏           | لم يكمل السباق-5         |
| 146                      | NED                      | 18                       |
| 147                      | Ally Wollaston ‏          | لم يكمل السباق-5         |

| GT Krush Rebellease Pro Cycling ‏ BPC | GT Krush Rebellease Pro Cycling ‏ BPC | GT Krush Rebellease Pro Cycling ‏ BPC |
| ------------------------------------ | ------------------------------------ | ------------------------------------ |
| م                                    | عداء                                 | مرتبة                                |
| 151                                  | هنريتا كولبورن                       | 47                                   |
| 152                                  | Britt de Grave‏                       | لم يكمل السباق                       |
| 153                                  | Femke de Vries ‏                      | 48                                   |
| 154                                  | Anne Dijkstra ‏                       | لم يكمل السباق-5                     |
| 155                                  | Clara Lundmark ‏                      | لم يكمل السباق-5                     |
| 156                                  | Anniek Mos ‏                          | لم يكمل السباق                       |
| 157                                  | Meike Uiterwijk Winkel ‏              | لم يكمل السباق-5                     |

| باركهوتل فالكنبورغ ‏ PHV | باركهوتل فالكنبورغ ‏ PHV | باركهوتل فالكنبورغ ‏ PHV |
| ----------------------- | ----------------------- | ----------------------- |
| م                       | عداء                    | مرتبة                   |
| 161                     | Femke Gerritse ‏         | 29                      |
| 162                     | Lieke Nooijen ‏          | 50                      |
| 163                     | Quinty Schoens ‏         | 20                      |
| 164                     | Scarlett Souren ‏        | لم يكمل السباق-4        |
| 165                     | كيرستي فان هافتن        | لم يكمل السباق          |
| 167                     | Marith Vanhove ‏         | لم يكمل السباق-4        |

| لوتو بيليسول للسيدات ‏ LDL | لوتو بيليسول للسيدات ‏ LDL | لوتو بيليسول للسيدات ‏ LDL |
| ------------------------- | ------------------------- | ------------------------- |
| م                         | عداء                      | مرتبة                     |
| 171                       | Wilma Aintila ‏            | 54                        |
| 172                       | Kristýna Burlová ‏         | لم يكمل السباق-4          |
| 173                       | Katrijn De Clercq ‏        | لم يكمل السباق-5          |
| 174                       | Mijntje Geurts ‏           | 58                        |
| 175                       | Julie Sap‏                 | لم يكمل السباق-5          |
| 176                       | Julie Hendrickx‏           | لم يكمل السباق-4          |
| 177                       | Ines Van de Paar‏          | لم يكمل السباق            |

| إس دي وركس ‏ SDW | إس دي وركس ‏ SDW   | إس دي وركس ‏ SDW  |
| --------------- | ----------------- | ---------------- |
| م               | عداء              | مرتبة            |
| 1               | لوت كوبيكي        | 1                |
| 2               | لورينا ويبيس      | 2                |
| 3               | Mischa Bredewold ‏ | 22               |
| 4               | إيلينا سيتشيني    | 27               |
| 5               | باربرا جوارشي     | 42               |
| 6               | فيمكا ماركوس      | 62               |
| 7               | ديمي فوليرينغ     | لم يكمل السباق-4 |

| موفيستار للسيدات ‏ MOV | موفيستار للسيدات ‏ MOV  | موفيستار للسيدات ‏ MOV |
| --------------------- | ---------------------- | --------------------- |
| م                     | عداء                   | مرتبة                 |
| 11                    | أنيميك فان فليوتن      | 23                    |
| 12                    | أود بيانيك             | 19                    |
| 13                    | Jelena Erić (cyclist) ‏ | 25                    |
| 14                    | أليسيا غونزاليس بلانكو | لم يكمل السباق-5      |
| 15                    | فلورتجي ماكايج         | 12                    |
| 16                    | Lourdes Oyarbide ‏      | لم يكمل السباق-5      |
| 17                    | أرلينيس سيرا           | 26                    |

| جامبو فيسما للسيدات ‏ TJV | جامبو فيسما للسيدات ‏ TJV | جامبو فيسما للسيدات ‏ TJV |
| ------------------------ | ------------------------ | ------------------------ |
| م                        | عداء                     | مرتبة                    |
| 22                       | آنا هندرسون              | 3                        |
| 24                       | ريجان ماركوس             | لم يكمل السباق-4         |
| 25                       | Karlijn Swinkels ‏        | 8                        |
| 26                       | Nienke Veenhoven ‏        | لم يكمل السباق-4         |
| 27                       | Maud Oudeman ‏            | 43                       |

| كانيون–إس آر إيه إم ‏ CSR | كانيون–إس آر إيه إم ‏ CSR  | كانيون–إس آر إيه إم ‏ CSR |
| ------------------------ | ------------------------- | ------------------------ |
| م                        | عداء                      | مرتبة                    |
| 31                       | كاتارزينا نيفيادوما       | 6                        |
| 32                       | Neve Bradbury ‏            | 46                       |
| 33                       | تيفاني كرومويل            | 35                       |
| 34                       | Zoe Bäckstedt ‏            | 5                        |
| 35                       | Agnieszka Skalniak-Sójka ‏ | لم يكمل السباق-5         |
| 36                       | Alice Towers ‏             | لم يكمل السباق-5         |
| 37                       | Maike van der Duin ‏       | 38                       |

| بلانتور بورا سيلينج تيم ‏ FED | بلانتور بورا سيلينج تيم ‏ FED | بلانتور بورا سيلينج تيم ‏ FED |
| ---------------------------- | ---------------------------- | ---------------------------- |
| م                            | عداء                         | مرتبة                        |
| 41                           | Millie Couzens ‏              | لم يكمل السباق-5             |
| 42                           | Julie De Wilde ‏              | لم يكمل السباق-4             |
| 43                           | Evy Kuijpers ‏                | 44                           |
| 44                           | Christina Schweinberger ‏     | 7                            |
| 45                           | Yara Kastelijn ‏              | 10                           |
| 46                           | Carina Schrempf ‏             | لم يكمل السباق-5             |
| 47                           | صوفي رايت                    | لم يكمل السباق-5             |

| فريق كوجياس ميتلر لوك برو للدراجات ‏ CGS | فريق كوجياس ميتلر لوك برو للدراجات ‏ CGS | فريق كوجياس ميتلر لوك برو للدراجات ‏ CGS |
| --------------------------------------- | --------------------------------------- | --------------------------------------- |
| م                                       | عداء                                    | مرتبة                                   |
| 51                                      | كارولين باور                            | لم يكمل السباق-5                        |
| 52                                      | Maggie Coles-Lyster ‏                    | 60                                      |
| 53                                      | تمارا بالابولينا ‏                       | لم يكمل السباق                          |
| 54                                      | Elena Hartmann ‏                         | لم يكمل السباق-5                        |
| 55                                      | إيلينا بيروني                           | لم يكمل السباق-5                        |
| 56                                      | أليس شارب                               | 59                                      |
| 57                                      | Lara Vieceli ‏                           | لم يكمل السباق-5                        |

| Lidl–Trek (women's team) ‏ LTK | Lidl–Trek (women's team) ‏ LTK | Lidl–Trek (women's team) ‏ LTK |
| ----------------------------- | ----------------------------- | ----------------------------- |
| م                             | عداء                          | مرتبة                         |
| 61                            | إليسا بالسامو                 | 14                            |
| 62                            | شيرين فان أنروي               | 9                             |
| 63                            | لوسيندا براند                 | لم يكمل السباق-4              |
| 64                            | برودي شابمان                  | 39                            |
| 65                            | Lauretta Hanson ‏              | 16                            |
| 66                            | ليزا كلاين                    | 53                            |
| 67                            | Ilaria Sanguineti ‏            | 55                            |

| ليف ريسينغ ‏ LIV | ليف ريسينغ ‏ LIV    | ليف ريسينغ ‏ LIV  |
| --------------- | ------------------ | ---------------- |
| م               | عداء               | مرتبة            |
| 71              | Valerie Demey ‏     | 57               |
| 72              | إيفا بورمان        | 36               |
| 73              | ثاليتا دي جونج     | 52               |
| 74              | Jeanne Korevaar ‏   | 28               |
| 75              | Sabrina Stultiens ‏ | لم يكمل السباق-4 |
| 76              | Marta Jaskulska ‏   | 30               |
| 77              | Quinty Ton ‏        | 13               |

| فريق سنويب للسيدات ‏ DSM | فريق سنويب للسيدات ‏ DSM | فريق سنويب للسيدات ‏ DSM |
| ----------------------- | ----------------------- | ----------------------- |
| م                       | عداء                    | مرتبة                   |
| 81                      | فايفر جورجي             | 4                       |
| 82                      | Daniek Hengeveld ‏       | لم يكمل السباق-5        |
| 83                      | فرانشيسكا كوش ‏          | لم يكمل السباق-5        |
| 84                      | Charlotte Kool ‏         | 49                      |
| 85                      | Maeve Plouffe ‏          | لم يكمل السباق          |
| 86                      | Elise Uijen ‏            | لم يكمل السباق-5        |
| 87                      | Francesca Barale ‏       | لم يكمل السباق-5        |

| Liv AlUla Jayco ‏ BEX | Liv AlUla Jayco ‏ BEX | Liv AlUla Jayco ‏ BEX |
| -------------------- | -------------------- | -------------------- |
| م                    | عداء                 | مرتبة                |
| 91                   | جيسيكا ألين          | لم يكمل السباق       |
| 92                   | جورجيا بيكر          | 51                   |
| 93                   | Teniel Campbell ‏     | لم يكمل السباق-5     |
| 94                   | Georgie Howe ‏        | لم يكمل السباق-5     |
| 95                   | Ruby Roseman-Gannon ‏ | 15                   |
| 96                   | Alexandra Manly ‏     | 41                   |
| 97                   | ليتيزيا باتيرنوستر   | 34                   |

| يو أي أيه تيم ‏ UAD | يو أي أيه تيم ‏ UAD   | يو أي أيه تيم ‏ UAD |
| ------------------ | -------------------- | ------------------ |
| م                  | عداء                 | مرتبة              |
| 102                | يوجينة بوجاك         | 37                 |
| 103                | كيارا كونسوني        | لم يكمل السباق     |
| 104                | Eleonora Gasparrini ‏ | لم يكمل السباق     |
| 105                | Karolina Kumięga ‏    | لم يكمل السباق-5   |
| 106                | Laura Tomasi ‏        | 61                 |
| 107                | صوفيا بيرتيزولو      | 11                 |

| فريق أونو إكس برو للدراجات للسيدات ‏ UXT | فريق أونو إكس برو للدراجات للسيدات ‏ UXT | فريق أونو إكس برو للدراجات للسيدات ‏ UXT |
| --------------------------------------- | --------------------------------------- | --------------------------------------- |
| م                                       | عداء                                    | مرتبة                                   |
| 111                                     | ماريا جوليا كونفالونيري                 | 45                                      |
| 112                                     | Anniina Ahtosalo ‏                       | 40                                      |
| 113                                     | سوزان أندرسن                            | 17                                      |
| 114                                     | إلينور باركر                            | 56                                      |
| 115                                     | أمالي ديديريكسن                         | لم يكمل السباق-5                        |
| 116                                     | Amalie Lutro ‏                           | 33                                      |
| 117                                     | Rebecca Koerner ‏                        | لم يكمل السباق-5                        |

| Ceratizit Pro Cycling ‏ WNT | Ceratizit Pro Cycling ‏ WNT | Ceratizit Pro Cycling ‏ WNT |
| -------------------------- | -------------------------- | -------------------------- |
| م                          | عداء                       | مرتبة                      |
| 121                        | ساندرا ألونسو              | لم يكمل السباق-4           |
| 122                        | Mylène de Zoete ‏           | 31                         |
| 123                        | Arianna Fidanza ‏           | لم يكمل السباق-5           |
| 124                        | Martina Fidanza ‏           | لم يكمل السباق-5           |
| 125                        | Kathrin Schweinberger ‏     | لم يكمل السباق             |
| 126                        | Lea Lin Teutenberg ‏        | 24                         |

| دروبز ‏ DRP | دروبز ‏ DRP         | دروبز ‏ DRP       |
| ---------- | ------------------ | ---------------- |
| م          | عداء               | مرتبة            |
| 131        | Eluned King ‏       | لم يكمل السباق-5 |
| 132        | Typhaine Laurance ‏ | لم يكمل السباق   |
| 133        | Maddie Leech ‏      | لم يكمل السباق-5 |
| 135        | April Tacey ‏       | لم يكمل السباق-5 |
| 136        | NED                | لم يكمل السباق-4 |
| 137        | Margaux Vigié ‏     | لم يكمل السباق-5 |

| إن إكس تي جي ريسينغ ‏ AGS | إن إكس تي جي ريسينغ ‏ AGS | إن إكس تي جي ريسينغ ‏ AGS |
| ------------------------ | ------------------------ | ------------------------ |
| م                        | عداء                     | مرتبة                    |
| 141                      | Maaike Boogaard ‏         | لم يكمل السباق           |
| 142                      | رومي كاسبر               | 32                       |
| 143                      | Marthe Goossens ‏         | 21                       |
| 144                      | Anya Louw ‏               | لم يكمل السباق-5         |
| 145                      | Ilse Pluimers ‏           | لم يكمل السباق-5         |
| 146                      | NED                      | 18                       |
| 147                      | Ally Wollaston ‏          | لم يكمل السباق-5         |

| GT Krush Rebellease Pro Cycling ‏ BPC | GT Krush Rebellease Pro Cycling ‏ BPC | GT Krush Rebellease Pro Cycling ‏ BPC |
| ------------------------------------ | ------------------------------------ | ------------------------------------ |
| م                                    | عداء                                 | مرتبة                                |
| 151                                  | هنريتا كولبورن                       | 47                                   |
| 152                                  | Britt de Grave‏                       | لم يكمل السباق                       |
| 153                                  | Femke de Vries ‏                      | 48                                   |
| 154                                  | Anne Dijkstra ‏                       | لم يكمل السباق-5                     |
| 155                                  | Clara Lundmark ‏                      | لم يكمل السباق-5                     |
| 156                                  | Anniek Mos ‏                          | لم يكمل السباق                       |
| 157                                  | Meike Uiterwijk Winkel ‏              | لم يكمل السباق-5                     |

| باركهوتل فالكنبورغ ‏ PHV | باركهوتل فالكنبورغ ‏ PHV | باركهوتل فالكنبورغ ‏ PHV |
| ----------------------- | ----------------------- | ----------------------- |
| م                       | عداء                    | مرتبة                   |
| 161                     | Femke Gerritse ‏         | 29                      |
| 162                     | Lieke Nooijen ‏          | 50                      |
| 163                     | Quinty Schoens ‏         | 20                      |
| 164                     | Scarlett Souren ‏        | لم يكمل السباق-4        |
| 165                     | كيرستي فان هافتن        | لم يكمل السباق          |
| 167                     | Marith Vanhove ‏         | لم يكمل السباق-4        |

| لوتو بيليسول للسيدات ‏ LDL | لوتو بيليسول للسيدات ‏ LDL | لوتو بيليسول للسيدات ‏ LDL |
| ------------------------- | ------------------------- | ------------------------- |
| م                         | عداء                      | مرتبة                     |
| 171                       | Wilma Aintila ‏            | 54                        |
| 172                       | Kristýna Burlová ‏         | لم يكمل السباق-4          |
| 173                       | Katrijn De Clercq ‏        | لم يكمل السباق-5          |
| 174                       | Mijntje Geurts ‏           | 58                        |
| 175                       | Julie Sap‏                 | لم يكمل السباق-5          |
| 176                       | Julie Hendrickx‏           | لم يكمل السباق-4          |
| 177                       | Ines Van de Paar‏          | لم يكمل السباق            |

## التصنيف العام النهائي
| التصنيف العام | التصنيف العام            | التصنيف العام             | التصنيف العام  | التصنيف العام |
| المتسابقة     | المتسابقة                | الفريق                    | الوقت          |               |
| ------------- | ------------------------ | ------------------------- | -------------- | ------------- |
| 1             | لوت كوبيكي               | إس دي وركس ‏               | 14 س 27 د 50 ث |               |
| 2             | لورينا ويبيس             | إس دي وركس ‏               | + 5 ث          |               |
| 3             | آنا هندرسون              | جامبو فيسما للسيدات ‏      | + 41 ث         |               |
| 4             | فايفر جورجي              | فريق سنويب للسيدات ‏       | + 50 ث         |               |
| 5             | Zoe Bäckstedt ‏           | كانيون–إس آر إيه إم ‏      | + 50 ث         |               |
| 6             | كاتارزينا نيفيادوما      | كانيون–إس آر إيه إم ‏      | + 55 ث         |               |
| 7             | Christina Schweinberger ‏ | بلانتور بورا سيلينج تيم ‏  | + 1 د 02 ث     |               |
| 8             | Karlijn Swinkels ‏        | جامبو فيسما للسيدات ‏      | + 1 د 04 ث     |               |
| 9             | شيرين فان أنروي          | Lidl–Trek (women's team) ‏ | + 1 د 16 ث     |               |
| 10            | Yara Kastelijn ‏          | بلانتور بورا سيلينج تيم ‏  | + 1 د 33 ث     |               |
|               |                          |                           |                |               |
|               |                          |                           |                |               |

### تصنيف النقاط
| تصنيف النقاط | تصنيف النقاط             | تصنيف النقاط              | تصنيف النقاط | تصنيف النقاط |
| المتسابقة    | المتسابقة                | الفريق                    | النقاط       |              |
| ------------ | ------------------------ | ------------------------- | ------------ | ------------ |
| 1            | لورينا ويبيس             | إس دي وركس ‏               | 107 نقطة     |              |
| 2            | لوت كوبيكي               | إس دي وركس ‏               | 89 نقطة      |              |
| 3            | إليسا بالسامو            | Lidl–Trek (women's team) ‏ | 69 نقطة      |              |
| 4            | Charlotte Kool ‏          | فريق سنويب للسيدات ‏       | 66 نقطة      |              |
| 5            | آنا هندرسون              | جامبو فيسما للسيدات ‏      | 50 نقطة      |              |
| 6            | Zoe Bäckstedt ‏           | كانيون–إس آر إيه إم ‏      | 38 نقطة      |              |
| 7            | فايفر جورجي              | فريق سنويب للسيدات ‏       | 32 نقطة      |              |
| 8            | Christina Schweinberger ‏ | بلانتور بورا سيلينج تيم ‏  | 30 نقطة      |              |
| 9            | Maike van der Duin ‏      | كانيون–إس آر إيه إم ‏      | 30 نقطة      |              |
| 10           | ليتيزيا باتيرنوستر       | Liv AlUla Jayco ‏          | 24 نقطة      |              |
|              |                          |                           |              |              |
|              |                          |                           |              |              |

### تصنيف الجبال
| تصنيف الجبال | تصنيف الجبال            | تصنيف الجبال                        | تصنيف الجبال | تصنيف الجبال |
| المتسابقة    | المتسابقة               | الفريق                              | النقاط       |              |
| ------------ | ----------------------- | ----------------------------------- | ------------ | ------------ |
| 1            | Karlijn Swinkels ‏       | جامبو فيسما للسيدات ‏                | 18 نقطة      |              |
| 2            | Femke Gerritse ‏         | باركهوتل فالكنبورغ ‏                 | 16 نقطة      |              |
| 3            | برودي شابمان            | Lidl–Trek (women's team) ‏           | 8 نقطة       |              |
| 4            | Lieke Nooijen ‏          | باركهوتل فالكنبورغ ‏                 | 8 نقطة       |              |
| 5            | كاتارزينا نيفيادوما     | كانيون–إس آر إيه إم ‏                | 7 نقطة       |              |
| 6            | ماريا جوليا كونفالونيري | فريق أونو إكس برو للدراجات للسيدات ‏ | 6 نقطة       |              |
| 7            | لوت كوبيكي              | إس دي وركس ‏                         | 5 نقطة       |              |
| 8            | فلورتجي ماكايج          | موفيستار للسيدات ‏                   | 5 نقطة       |              |
| 9            | Lauretta Hanson ‏        | Lidl–Trek (women's team) ‏           | 5 نقطة       |              |
| 10           | Quinty Ton ‏             | ليف ريسينغ ‏                         | 5 نقطة       |              |
|              |                         |                                     |              |              |
|              |                         |                                     |              |              |

## تصنيف الفرق

### الفرق حسب الوقت
| تصنيف الفرق حسب الوقت | تصنيف الفرق حسب الوقت                    | تصنيف الفرق حسب الوقت | تصنيف الفرق حسب الوقت |
| الفريق                | الفريق                                   | الوقت                 |                       |
| --------------------- | ---------------------------------------- | --------------------- | --------------------- |
| 1                     | Lidl–Trek (women's team) ‏                | 43 س 28 د 19 ث        |                       |
| 2                     | إس دي وركس 2023 ‏                         | + 18 ث                |                       |
| 3                     | كانيون–إس آر إيه إم ريسينغ 2023 ‏         | + 1 د 29 ث            |                       |
| 4                     | موفيستار للسيدات ‏                        | + 4 د 34 ث            |                       |
| 5                     | جامبو فيسما للسيدات ‏                     | + 12 د 41 ث           |                       |
| 6                     | فريق أونو إكس برو للدراجات للسيدات 2023 ‏ | + 12 د 55 ث           |                       |
| 7                     | بلانتور بورا سيلينج تيم ‏                 | + 13 د 52 ث           |                       |
| 8                     | إن إكس تي جي ريسينغ ‏                     | + 13 د 57 ث           |                       |
| 9                     | ليف ريسينغ ‏                              | + 15 د 09 ث           |                       |
| 10                    | Liv AlUla Jayco ‏                         | + 18 د 43 ث           |                       |
|                       |                                          |                       |                       |
|                       |                                          |                       |                       |

## تصانيف فرعية

### تصنيف أفضل شاب
| تصنيف أفضل شابة | تصنيف أفضل شابة     | تصنيف أفضل شابة                     | تصنيف أفضل شابة | تصنيف أفضل شابة |
| المتسابقة       | المتسابقة           | الفريق                              | الوقت           |                 |
| --------------- | ------------------- | ----------------------------------- | --------------- | --------------- |
| 1               | Zoe Bäckstedt ‏      | كانيون–إس آر إيه إم ‏                | 14 س 28 د 40 ث  |                 |
| 2               | شيرين فان أنروي     | Lidl–Trek (women's team) ‏           | + 26 ث          |                 |
| 3               | هولندا              | إن إكس تي جي ريسينغ ‏                | + 2 د 15 ث      |                 |
| 4               | Marthe Goossens ‏    | إن إكس تي جي ريسينغ ‏                | + 5 د 31 ث      |                 |
| 5               | Femke Gerritse ‏     | باركهوتل فالكنبورغ ‏                 | + 8 د 36 ث      |                 |
| 6               | Maike van der Duin ‏ | كانيون–إس آر إيه إم ‏                | + 10 د 36 ث     |                 |
| 7               | Anniina Ahtosalo ‏   | فريق أونو إكس برو للدراجات للسيدات ‏ | + 10 د 56 ث     |                 |
| 8               | Maud Oudeman ‏       | جامبو فيسما للسيدات ‏                | + 16 د 00 ث     |                 |
| 9               | Neve Bradbury ‏      | كانيون–إس آر إيه إم ‏                | + 19 د 07 ث     |                 |
| 10              | Lieke Nooijen ‏      | باركهوتل فالكنبورغ ‏                 | + 20 د 49 ث     |                 |
|                 |                     |                                     |                 |                 |
|                 |                     |                                     |                 |                 |